# Kære Danmark
Kære Danmark er en dansk dokumentarfilm fra 1992 med instruktion og manuskript af Mads Tobias Olsen.

## Handling
Et hæsfræsende, hip-hoppende dokumentarprogram med blandt andet Anker Jørgensen, Ole Michelsen, Trine Michelsen, T.S. Høeg, Martin Spang Olsen med flere. Samtaler med 11 danskere klippes fra hinanden og sættes overrumplende sammen til et udsagn om livsanskuelse, moral, tro, tid, humor, sprog, medier og danskere.